# Cerclemenage

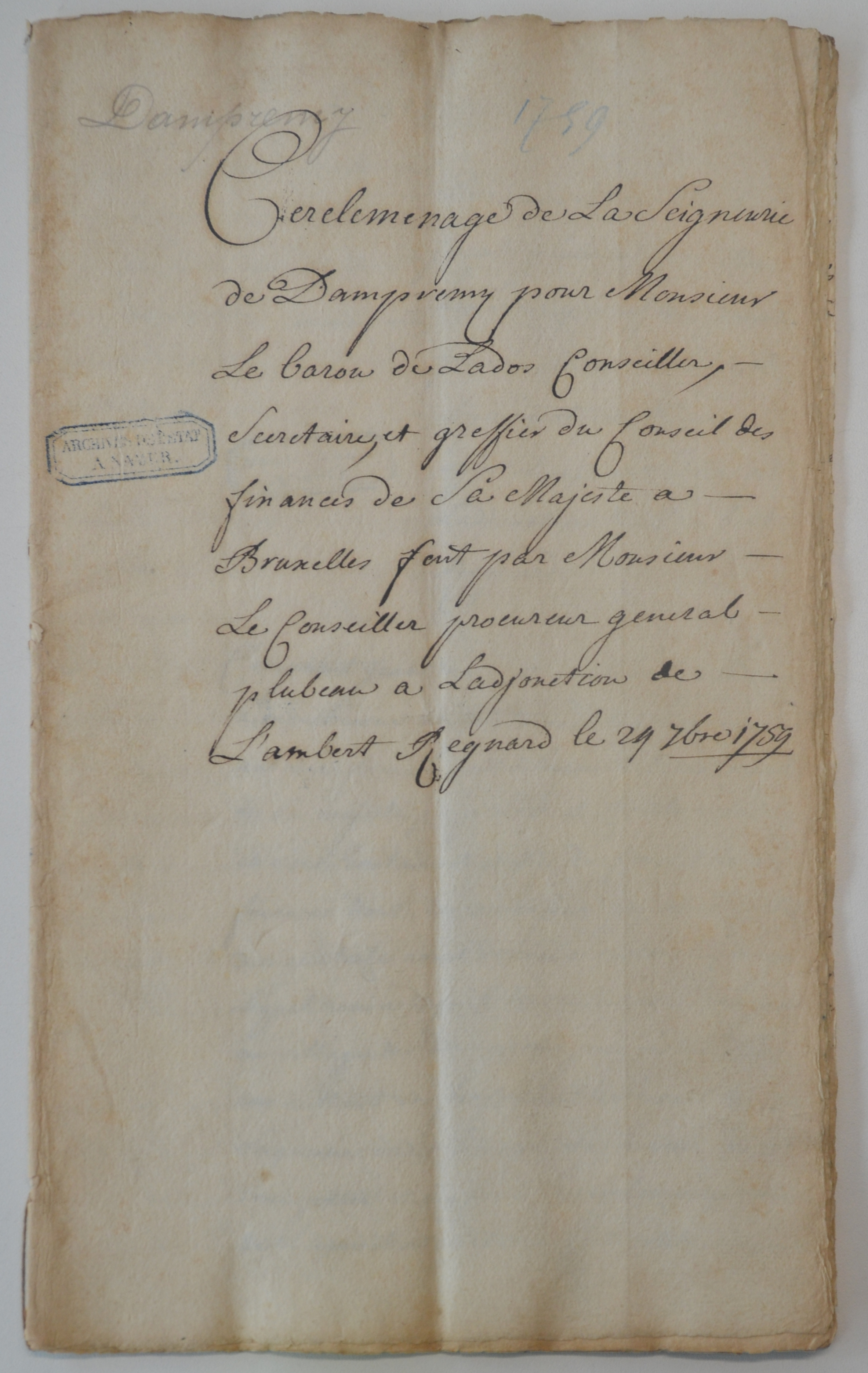
Page de garde du cerclemenage de la seigneurie de Dampremy du 29 septembre 1759.

Le cerclemenage (appelé également, selon les lieux, cerquemanage, cirquemanage ou cirquemanement) est un acte cadastral, qui était dressé au Moyen Âge et jusqu'à la Révolution dans la partie francophone de l'actuelle Belgique (notamment autour de Liège et de Namur) et dans certaines régions du nord de la France.
Il précise :
- la délimitation du territoire d'une seigneurie ;
- la recherche de l'emplacement des bornes d'une propriété ;
- le bornage d'une seigneurie foncière effectuée lors d'un changement de propriétaire.

## Sources
- Paul Bruyère, Le cerquemanage et les échevins de Liège aux XVe et XVIe siècles, Bruxelles, 2009 (lire en ligne)